# Désert de Syrie
Le désert de Syrie (arabe : بادية الشام, Bādiyat al-Shām) appelé aussi simplement la Badiya est une zone de désert chaud, de semi-désert et de steppe située dans le nord du désert d'Arabie et de la péninsule arabique, s'étendant de la Jordanie à l’Irak en passant par la Syrie. Ce grand arc steppique parcouru par les nomades, d'une superficie d'environ 520 000 km2, est très rocailleux et compte peu de reliefs.
Par abus de langage, le désert de Syrie est également appelé la Chamiyé, terme qui désigne le domaine steppique sur la rive droite de l’Euphrate, limité au sud par la ligne joignant Damas à Anah, dans la vallée de l’Euphrate au sud d’Abu Kamal.

## Géographie
La Badiya est bordée à l'ouest par la vallée de l'Oronte et à l'est par l'Euphrate.  
Elle se divise en trois régions : au nord le Chombol, au centre le Manader et au sud le Hamad.
Au nord, le désert est moins aride, présentant des zones herbeuses, plus fertiles, bordées par le « croissant fertile ». A l’est de la ville de Homs se trouve une zone aride connue sous le nom de désert de Homs, dont la surface est de terre battue.
Toute la région du plateau oriental, situé en Syrie, est traversée par une chaîne basse de montagnes, le Djebel al Rawaq, de Damas à Palmyre, prolongé par le Djebel Abou Ridjmenn (ou Rujmayn) puis le Djebel Bichri, qui s’étend pour sa part au nord-est du plateau, jusqu'à l’Euphrate.
La chaîne du Djebel al Rawaq barre la plaine de ses plissements parallèles et présente sur son versant méridional une face escarpée, souvent terminée, près de la crête, par une faille abrupte. Le Djebel al Rawaq ne présente que de rares passes bien déterminées.
Au sud de ces montagnes se trouve une région désertique aride connue sous le nom de Hamad, un plateau dépourvu de réseau hydrographique, autrefois domaine exclusif des tribus chamelière.
Le désert Dahek est une partie de la Badiya située en Jordanie,
Al-Soukhna est une ville située dans le désert de Syrie.

Paysages
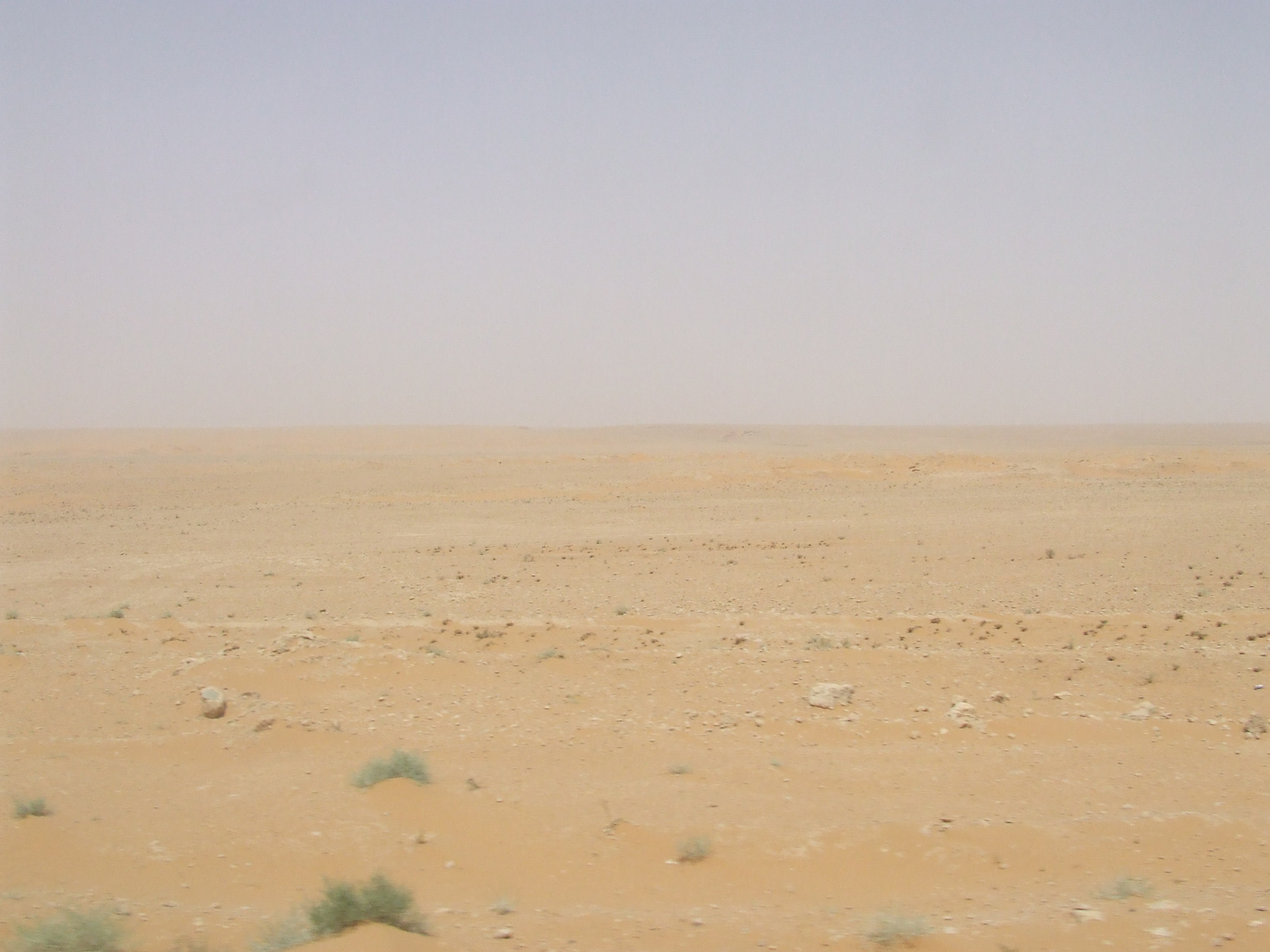
Désert syrien entre Deir ez-Zor et Tadmor (Palmyre) en juin 2010
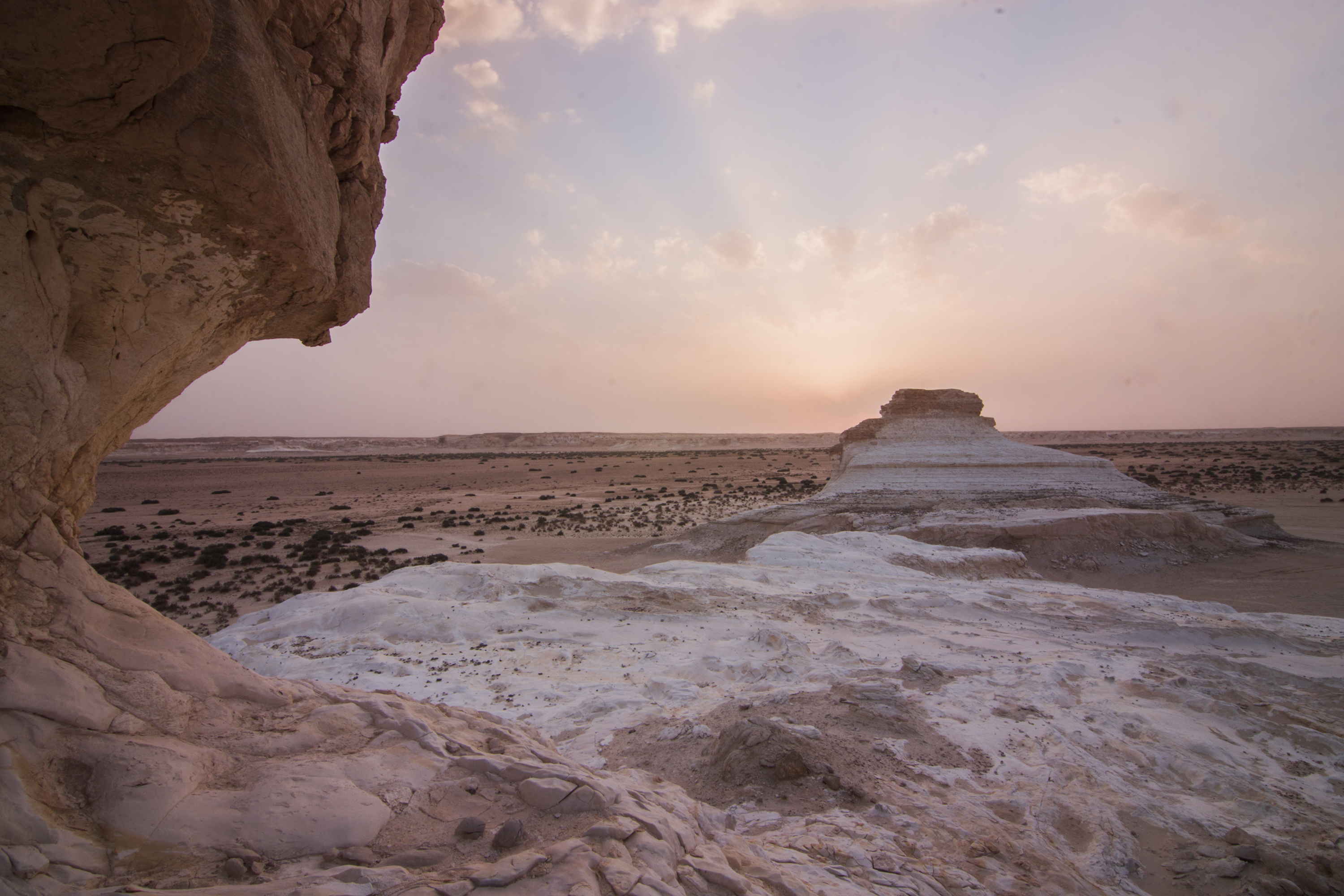
Dans le désert Dahek, partie du désert de Syrie en Jordanie, près de la ville frontière d'Al-Omari en novembre 2017

## Histoire

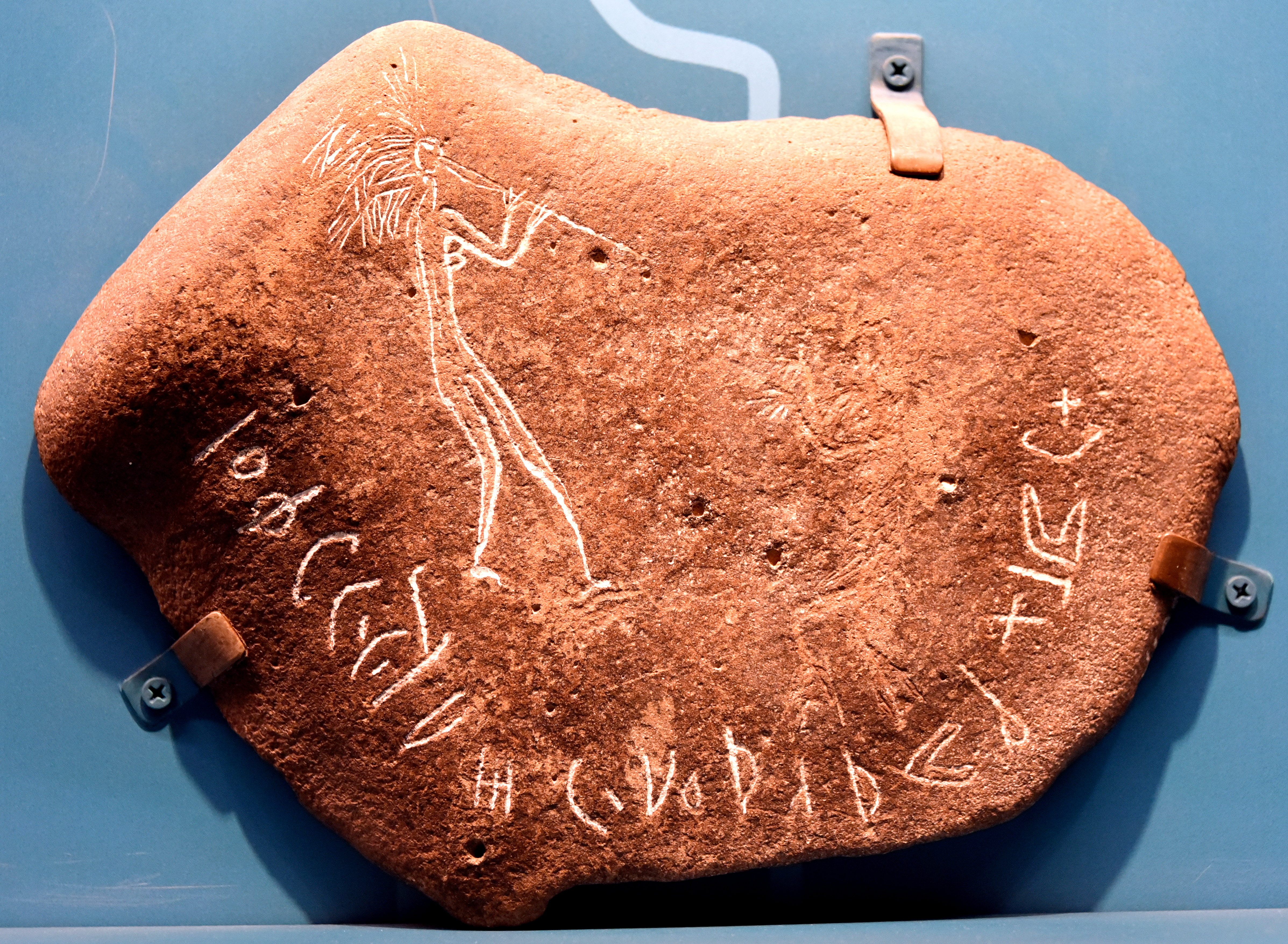
Femme jouant de la flûte et inscription en écriture safaïtique, galet gravé, entre 100 av. J.-C. et 100 ap J.C.

Le désert est originellement habité par des tribus de Bédouins, comme le prouvent des inscriptions safaïtiques et des textes proto-arabiques écrits par des nomades instruits qui ont été retrouvées à travers le désert syrien. Elles sont datées entre le Ier siècle av. J.-C. et le IVe siècle de notre ère.
Voie de passage entre le Levant et la Mésopotamie, le désert connaît une époque de prospérité sous le royaume de Palmyre, annexé par l'Empire romain en 272.
Durant des siècles, les grandes tribus chamelières des Shararat et des Rwala vivaient durant l’hiver dans les dunes du désert du Néfoud et dans le Wadi Sirhan, puis partaient vers le nord afin de passer l’été dans la Badiya.
Sous l'Empire ottoman, une partie du désert est rattachée au sandjak de Zor qui établit un contrôle administratif sur les nomades de la tribu des Chammar. 
À la suite des accords Sykes-Picot de 1916, la Badiya est partagée entre le mandat français en Syrie (Syrie actuelle) et le mandat britannique de Mésopotamie (Irak actuel), la frange sud-ouest étant attribuée au royaume de Transjordanie. De 1919 à 1921, le commandant Ramadan al-Shallash résiste à l'occupation franco-britannique au nom des Hachémites.
Pendant la guerre civile syrienne, le désert passe temporairement sous le contrôle des djihadistes de l'État islamique lors de la bataille de Palmyre en 2015. Il est repris par les troupes gouvernementales syriennes, alliés aux milices chiites pro-iranienne et à la Russie, en 2017 lors de l'offensive de la Badiya, qui aboutit à la reprise de toutes les localités sur la rives ouest de l'Euphrate en décembre 2017. En décembre 2024, la région est prise par les rebelles du Hayat Tahrir al-Cham lors de la chute du régime Assad. L'État islamique y maintiendrait toutefois des cellules clandestines, estimées à 300 hommes.

## Populations
Des tribus bédouines vivent dans la région et ont gardé leur mode de vie traditionnel. 

## Infrastructures
La Badiya est traversée par l’axe routier Damas-Deir-ez-Zor, achevé en 1982, qui passe par Palmyre et Al-Soukhna. 